# Герои Социалистического Труда Мурманской области
В настоящий список включены:

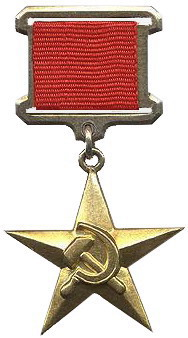
Золотая медаль «Серп и Молот»

- Герои Социалистического Труда, на момент присвоения звания проживавшие на территории Мурманской области, — 60 человек;
- уроженцы Мурманской области, удостоенные звания Героя Социалистического Труда в других регионах СССР, — 1 человек;
- Герои Социалистического Труда, прибывшие на постоянное проживание в Мурманскую область, — 1 человек.

Вторая и третья части списка могут быть неполными из-за отсутствия данных о месте рождения и проживания ряда Героев.
В таблицах отображены фамилия, имя и отчество Героев, должность и место работы на момент присвоения звания, дата Указа Президиума Верховного Совета СССР, отрасль народного хозяйства, место рождения/проживания, а также ссылка на биографическую статью на сайте «Герои страны» (знаком * выделены регионы, не относящиеся к Мурманской области). Формат таблиц предусматривает возможность сортировки по указанным параметрам путём нажатия на стрелку в нужной графе.

## История
Первое присвоение звания Героя Социалистического Труда в Мурманской области произошло 5 ноября 1943 года, когда Указом Президиума Верховного Совета СССР за особые заслуги в обеспечении перевозок для фронта и народного хозяйства в трудных условиях военного времени была награждена дежурная по железнодорожной станции Африканда А. П. Жаркова.
Наибольшее количество Героев Социалистического Труда в Мурманской области приходится на рыбохозяйственную отрасль — 16 человек, транспорт — 14 (в том числе 10 — морской флот и 4 — железная дорога), строительство — 11. Остальные Герои работали в сфере металлургии — 7, химической промышленности — 5, сельского хозяйства — 3, энергетики — 2, здравоохранения — 2.

## Лица, удостоенные звания Героя Социалистического Труда в Мурманской области
| №  | Фамилия, имя, отчество           | Даты жизни              | Деятельность | Дата присвоения | Отрасль         | Место рождения          | ГС        |
| -- | -------------------------------- | ----------------------- | --- | --------------- | --------------- | ----------------------- | --------- |
| 1  | Абакумов Александр Викторович    | 04.10.1929 — 14.03.2020 | Капитан-флагман Управления сельдяного флота, Мурманская область | 13.04.1963      | рыбхоз          | *Астраханская область   | [ ГС 1 ]  |
| 2  | Алтынников Александр Фёдорович   | 12.05.1929 — 22.09.2004 | Бригадир монтажно-проходческой бригады Кировского горного участка треста «Шахтспецстрой» Государственного производственного комитета по монтажным и специальным строительным работам СССР, Мурманская область | 30.03.1965      | строительство   | *Курская область        | [ ГС 2 ]  |
| 3  | Ананьев Алексей Михайлович       | 10.04.1932 — 03.04.2017 | Бригадир проходчиков комбината «Апатит» имени С. М. Кирова Министерства химической промышленности СССР, Мурманская область                                                                                    | 28.05.1966      | химпром         | *Полтавская область     | [ ГС 3 ]  |
| 4  | Ардеев Клавдий Валерианович      | 11.02.1924 — 29.06.1981 | Капитан среднего рыболовного траулера «Аист» Управления сельдяного флота, Мурманская область | 13.04.1963      | рыбхоз          | *Архангельская область  | [ ГС 4 ]  |
| 5  | Асхадуллин Фидус Фаизович        | род. 12.12.1941         | Старший мастер атомной паропроизводительной установки ледокола «Арктика» Мурманского морского пароходства Министерства морского флота СССР                                                                    | 14.09.1977      | транспорт       | *Башкирия               | [ ГС 5 ]  |
| 6  | Баяндин Пётр Андреевич           | 12.07.1907 — 14.03.1993 | Заведующий отделением грудной хирургии Мурманской областной больницы | 27.04.1966      | здравоохранение | *Пермский край          | [ ГС 6 ]  |
| 7  | Брюханов Анастасий Степанович    | 05.10.1928 — 06.02.1993 | Бригадир комплексной бригады управления «Жилстрой» треста № 54 «Кольстрой», Мурманская область | 11.08.1966      | строительство   | *Вологодская область    | [ ГС 7 ]  |
| 8  | Бурмистров Сергей Фролович       | 25.08.1909 — 02.03.1997 | Начальник станции Мурманск Кировской железной дороги, Мурманская область | 01.08.1959      | транспорт       | *Смоленская область     | [ ГС 8 ]  |
| 9  | Вавилов Павел Иванович           | 03.08.1909 — 18.01.1966 | Старший машинист ледокола Мурманского государственного морского арктического пароходства, Мурманская область                                                                                                  | 03.08.1960      | транспорт       | *Ярославская область    | [ ГС 9 ]  |
| 10 | Веселов Алексей Гурьянович       | 1924 — 24.05.1997       | Старший конвертерщик комбината «Североникель» имени В. И. Ленина объединения «Никель» Министерства цветной металлургии СССР, Мурманская область                                                               | 30.03.1971      | металлургия     | *Вологодская область    | [ ГС 10 ] |
| 11 | Волыхин Анатолий Фёдорович       | 12.05.1925 — 08.10.2008 | Машинист экскаватора Оленегорского горнообогатительного комбината Министерства чёрной металлургии СССР, Мурманская область                                                                                    | 22.03.1966      | металлургия     | *Архангельская область  | [ ГС 11 ] |
| 12 | Герасименко Виктор Иванович      | 04.03.1933 — 08.07.2005 | Машинист экскаватора управления «Севгидрострой» Государственного производственного комитета по энергетике и электрификации СССР, Мурманская область                                                           | 01.10.1963      | энергетика      | *Таджикистан            | [ ГС 12 ] |
| 13 | Голованов Георгий Александрович  | 20.09.1923 — 06.09.2003 | Директор комбината «Апатит» имени С. М. Кирова Министерства химической промышленности СССР, гор. Кировск Мурманской области                                                                                   | 20.04.1971      | химпром         | *Свердловская область   | [ ГС 13 ] |
| 14 | Голохвастова Ольга Ивановна      | 26.11.1923 — 25.12.2009 | Поездной диспетчер Мурманского отделения Октябрьской железной дороги, гор. Кандалакша Мурманской области | 04.05.1971      | транспорт       | *Тамбовская область     | [ ГС 14 ] |
| 15 | Городилов Павел Иванович         | 13.11.1918 — 03.09.1989 | Старший мастер по добыче рыбы большого морозильного рыболовного траулера «Хабаровск» Управления тралового флота, Мурманская область                                                                           | 13.04.1963      | рыбхоз          | *Кировская область      | [ ГС 15 ] |
| 16 | Егоров Вячеслав Константинович   | 02.03.1928 — 01.11.1993 | Управляющий трестом «Апатитстрой» Министерства строительства предприятий тяжёлой индустрии СССР, Мурманская область                                                                                           | 05.04.1971      | строительство   | *Смоленская область     | [ ГС 16 ] |
| 17 | Жаркова Анна Петровна            | 25.08.1918 — 23.09.1994 | Дежурная по станции Африканда Кировской железной дороги, Мурманская область | 05.11.1943      | транспорт       | *Пензенская область     | [ ГС 17 ] |
| 18 | Забелин Геннадий Петрович        | 15.06.1937 — 24.05.2018 | Боцман теплохода «Дмитрий Пожарский» Мурманского морского пароходства Министерства морского флота СССР | 19.12.1989      | транспорт       | *Владимирская область   | [ ГС 18 ] |
| 19 | Земдиханова Варвара Васильевна   | 27.09.1921 — 02.05.2018 | Доярка колхоза «Тулома» Кольского района Мурманской области | 22.03.1966      | сельхоз         | *Пензенская область     | [ ГС 19 ] |
| 20 | Калацкий Михаил Николаевич       | 1934 — ????             | Бригадир комплексной комсомольско-молодёжной бригады Кировского строительно-монтажного управления треста «Апатитстрой» Министерства строительства предприятий тяжёлой индустрии СССР, Мурманская область      | 20.06.1984      | строительство   | *Житомирская область    | [ ГС 20 ] |
| 21 | Козлов Василий Тихонович         | 24.10.1931 — 15.12.1998 | Старший мастер по добыче рыбы рыболовного траулера «Веха» Мурманского тралового флота Министерства рыбного хозяйства СССР                                                                                     | 23.01.1974      | рыбхоз          | *Пензенская область     | [ ГС 21 ] |
| 22 | Кондаков Фёдор Германович        | 20.05.1923 — 28.04.2001 | Бригадир слесарей-судоремонтников производственного объединения «Мурманская судоверфь» Министерства рыбного хозяйства СССР, Мурманская область                                                                | 01.03.1976      | рыбхоз          | *Архангельская область  | [ ГС 22 ] |
| 23 | Контарев Иван Ильич              | 02.05.1930 — 08.11.2021 | Бригадир портовых рабочих Мурманского морского торгового порта Министерства морского флота СССР | 29.07.1966      | транспорт       | *Волгоградская область  | [ ГС 23 ] |
| 24 | Коптяков Герман Михайлович       | 05.05.1918 — 16.01.2010 | Боцман среднего рыболовного рефрижераторного траулера «Пингвин» Мурмансельди Министерства рыбного хозяйства СССР, Мурманская область                                                                          | 26.04.1971      | рыбхоз          | *Архангельская область  | [ ГС 24 ] |
| 25 | Костяев Северьян Иванович        | 1921—1989               | Старший печевой рафинировочного цеха комбината «Североникель» Мурманского совнархоза | 09.06.1961      | металлургия     | *Ростовская область     | [ ГС 25 ] |
| 26 | Курмахин Николай Степанович      | 05.01.1935 — 23.03.2018 | Машинист экскаватора специализированного управления № 1 треста «Спецстроймеханизация» Министерства строительства предприятий тяжёлой индустрии СССР, Мурманская область                                       | 04.06.1985      | строительство   | *Вологодская область    | [ ГС 26 ] |
| 27 | Кучиев Юрий Сергеевич            | 26.08.1919 — 14.12.2005 | Капитан атомного ледокола «Арктика» Мурманского морского пароходства Министерства морского флота СССР | 14.09.1977      | транспорт       | *Северная Осетия        | [ ГС 27 ] |
| 28 | Ламехов Анатолий Алексеевич      | 14.04.1931 — 08.08.2020 | Капитан атомного ледокола «Леонид Брежнев» Мурманского морского пароходства Министерства морского флота СССР                                                                                                  | 02.03.1984      | транспорт       | *Владимирская область   | [ ГС 28 ] |
| 29 | Макаров Владимир Сергеевич       | род. 1922               | Машинист локомотивного депо Кандалакша Кировской железной дороги, Мурманская область | 01.08.1959      | транспорт       | *Пензенская область     | [ ГС 29 ] |
| 30 | Маклаков Андрей Яковлевич        | 17.10.1906 — 29.07.1976 | Капитан рыболовного траулера «Треска» Управления тралового флота, Мурманская область | 13.04.1963      | рыбхоз          | *Архангельская область  | [ ГС 30 ] |
| 31 | Маковеев Александр Фёдорович     | 08.03.1913 — 13.06.1991 | Бригадир комплексной бригады каменщиков треста «Мурманрыбстрой» Мурманского совнархоза | 09.08.1958      | строительство   | *Архангельская область  | [ ГС 31 ] |
| 32 | Маргаритов Николай Михайлович    | род. 1932               | Бригадир плавильщиков комбината «Североникель» имени В. И. Ленина Министерства цветной металлургии СССР, гор. Мончегорск Мурманской области                                                                   | 10.03.1976      | металлургия     | *Вологодская область    | [ ГС 32 ] |
| 33 | Момот Николай Ефимович           | 26.08.1928 — 16.03.1997 | Начальник Главмурманскстроя Министерства строительства предприятий тяжёлой индустрии СССР, Мурманская область                                                                                                 | 04.06.1985      | строительство   | *Новосибирская область  | [ ГС 33 ] |
| 34 | Мошников Константин Матвеевич    | 08.01.1924 — 23.09.2010 | Старший мастер по добыче рыбы промыслово-производственного рефрижератора «Заполярный» Мурманского тралового флота Министерства рыбного хозяйства СССР                                                         | 26.04.1971      | рыбхоз          | *Архангельская область  | [ ГС 34 ] |
| 35 | Орликова Валентина Яковлевна     | 19.02.1915 — 31.01.1986 | Капитан большого морозильного рыболовного траулера Мурманского совнархоза | 07.03.1960      | рыбхоз          | *Забайкальский край     | [ ГС 35 ] |
| 36 | Оськин Василий Сергеевич         | 15.10.1923 — 03.08.2016 | Старший плавильщик комбината «Печенганикель» Министерства цветной металлургии СССР, Мурманская область | 20.05.1966      | металлургия     | *Мордовия               | [ ГС 36 ] |
| 37 | Пашнин Олег Георгиевич           | 08.03.1926 — 30.04.1999 | Главный инженер-механик атомного ледокола «Арктика» Мурманского морского пароходства Министерства морского флота СССР                                                                                         | 14.09.1977      | транспорт       | *Свердловская область   | [ ГС 37 ] |
| 38 | Петров Виктор Данилович          | 16.03.1926 — 19.04.1993 | Капитан среднего рыболовного траулера «Юнона» Управления сельдяного флота Министерства рыбного хозяйства СССР, Мурманская область                                                                             | 07.07.1966      | рыбхоз          | *Дагестан               | [ ГС 38 ] |
| 39 | Пинежанинов Андрей Фёдорович     | 14.09.1910 — 22.06.1996 | Капитан дизель-электрохода «Индигирка» Мурманского морского пароходства Министерства морского флота СССР | 09.08.1963      | транспорт       | *Архангельская область  | [ ГС 39 ] |
| 40 | Попов Василий Александрович      | род. 12.03.1921         | Старший механик траулера «Воткинск» Управления тралового флота, Мурманская область | 13.04.1963      | рыбхоз          | *Архангельская область  | [ ГС 40 ] |
| 41 | Приходько Екатерина Петровна     | род. 19.04.1924         | Бригадир монтёров пути строительно-монтажного поезда № 314 треста «Кандалакштрансстрой» Министерства транспортного строительства СССР, гор. Кандалакша Мурманской области                                     | 07.05.1971      | строительство   | *Черниговская область   | [ ГС 41 ] |
| 42 | Пузанов Василий Павлович         | 1911 — 01.09.1990       | Старший аппаратчик комбината «Североникель» имени В. И. Ленина Министерства цветной металлургии СССР, Мурманская область                                                                                      | 20.05.1966      | металлургия     | *Нижегородская область  | [ ГС 42 ] |
| 43 | Решетов Прокопий Прокопьевич     | 12.10.1918 — 08.02.1996 | Капитан-директор большого морозильного рыболовного траулера «Добролюбов» Мурманского тралового флота Министерства рыбного хозяйства СССР                                                                      | 27.04.1966      | рыбхоз          | *Вологодская область    | [ ГС 43 ] |
| 44 | Сафронов Александр Яковлевич     | 20.12.1923 — 05.07.2006 | Бригадир комплексной бригады строительного управления треста «Мурманскжилстрой» Министерства строительства предприятий тяжёлой индустрии СССР, гор. Мурманск                                                  | 05.04.1971      | строительство   | *Архангельская область  | [ ГС 44 ] |
| 45 | Сергиевская Екатерина Алексеевна | 19.12.1922 — 05.01.1980 | Заведующая здравпунктом комбината «Североникель» имени В. И. Ленина Министерства цветной металлургии СССР, гор. Мончегорск Мурманской области                                                                 | 04.02.1969      | здравоохранение | *Новгородская область   | [ ГС 45 ] |
| 46 | Сериков Владислав Пахомович      | 1927—1994               | Бригадир комплексной бригады треста «Печенганикельстрой» Министерства строительства РСФСР, Мурманская область                                                                                                 | 27.04.1966      | строительство   | *Саратовская область    | [ ГС 46 ] |
| 47 | Следзюк Александр Калинович      | 28.08.1919 — 24.12.1985 | Главный инженер-механик атомного ледокола «Ленин» Мурманского морского пароходства Министерства морского флота СССР                                                                                           | 09.08.1963      | транспорт       | *Одесская область       | [ ГС 47 ] |
| 48 | Соколов Борис Макарович          | 19.08.1927 — 20.06.2001 | Капитан атомного ледокола «Ленин» Мурманского морского пароходства Министерства морского флота СССР | 02.04.1981      | транспорт       | *Костромская область    | [ ГС 48 ] |
| 49 | Стародубцев Михаил Яковлевич     | 26.10.1928 — 06.1994    | Старший флотатор комбината «Апатит» имени С. М. Кирова Министерства химической промышленности СССР, Мурманская область                                                                                        | 20.04.1971      | химпром         | *Тамбовская область     | [ ГС 49 ] |
| 50 | Телов Прокопий Фёдорович         | 22.07.1912 — 07.05.1978 | Капитан большого морозильного рыболовного траулера «Салтыков-Щедрин» Управления тралового флота, Мурманская область                                                                                           | 13.04.1963      | рыбхоз          | *Архангельская область  | [ ГС 50 ] |
| 51 | Терехов Аркадий Яковлевич        | 13.09.1930 — 03.01.2018 | Бригадир арматурщиков строительного управления «Промстрой» треста «Апатитстрой» Министерства строительства РСФСР, Мурманская область                                                                          | 30.03.1965      | строительство   | *Новгородская область   | [ ГС 51 ] |
| 52 | Тихоненко Дмитрий Максимович     | 07.03.1923 — 25.06.1986 | Забойщик комбината «Печенганикель» Мурманского совнархоза | 09.06.1961      | металлургия     | *Луганская область      | [ ГС 52 ] |
| 53 | Цесарский Семён Григорьевич      | 17.01.1894 — 20.08.1968 | Начальник управления «Севгидрострой» Государственного производственного комитета по энергетике и электрификации СССР, инженер-полковник, Мурманская область                                                   | 01.10.1963      | энергетика      | *Кировоградская область | [ ГС 53 ] |
| 54 | Чуйкин Михаил Фомич              | 16.09.1933 — 12.01.1967 | Проходчик-взрывник Кировского рудника комбината «Апатит» имени С. М. Кирова Мурманского совнархоза | 30.03.1965      | химпром         | *Витебская область      | [ ГС 54 ] |
| 55 | Шайтанов Дмитрий Иванович        | 08.11.1907 — 14.04.1982 | Капитан рыболовного траулера «Перекоп» Управления тралового флота, Мурманская область | 13.04.1963      | рыбхоз          | *Архангельская область  | [ ГС 55 ] |
| 56 | Шаньков Иван Тимофеевич          | 04.07.1931 — 12.04.1993 | Капитан-директор большого морозильного рыболовного траулера «Витебск» Управления тралового флота Министерства рыбного хозяйства СССР, Мурманская область                                                      | 07.07.1966      | рыбхоз          | *Гомельская область     | [ ГС 56 ] |
| 57 | Шеронкин Михаил Васильевич       | 17.09.1920 — 20.09.1999 | Бригадир слесарей-судоремонтников Мурманской судоверфи Министерства рыбного хозяйства СССР | 26.04.1971      | рыбхоз          | *Нижегородская область  | [ ГС 57 ] |
| 58 | Шпиг Эдуард Павлович             | 01.06.1938 — 18.10.1997 | Машинист экскаватора производственного объединения «Апатит» имени С. М. Кирова Министерства по производству минеральных удобрений СССР, Мурманская область                                                    | 06.04.1981      | химпром         | *Алматинская область    | [ ГС 58 ] |
| 59 | Шубина Евстолия Ильинична        | 01.01.1938 — 02.10.1999 | Доярка совхоза «Тулома» Кольского района Мурманской области | 23.12.1976      | сельхоз         | *Архангельская область  | [ ГС 59 ] |
| 60 | Юрьев Василий Николаевич         | 05.02.1917 — 25.02.1975 | Бригадир оленеводческой бригады Мурманской оленеводческой опытной станции, село Ловозеро | 08.04.1971      | сельхоз         | Ловозерский район       | [ ГС 60 ] |

## Уроженцы Мурманской области, удостоенные звания Героя Социалистического Труда в других регионах СССР
| № | Фамилия, имя, отчество       | Даты жизни              | Деятельность | Дата присвоения | Отрасль       | Место рождения | ГС       |
| - | ---------------------------- | ----------------------- | --- | --------------- | ------------- | -------------- | -------- |
| 1 | Степанищев Владимир Павлович | 12.11.1947 — 09.12.2016 | Бригадир комплексной бригады строительно-монтажного поезда № 696 управления строительства «БАМстройпуть» Министерства транспортного строительства СССР, Читинская область | 25.10.1984      | строительство | Мурманск       | [ ГС 1 ] |

## Герои Социалистического Труда, прибывшие в Мурманскую область на постоянное проживание из других регионов
| № | Фамилия, имя, отчество      | Даты жизни              | Деятельность | Дата присвоения | Отрасль     | Район проживания  | ГС       |
| - | --------------------------- | ----------------------- | --- | --------------- | ----------- | ----------------- | -------- |
| 1 | Вебер Геннадий Вениаминович | 04.03.1935 — 16.12.1985 | Директор рудника «Октябрьский» Норильского горно-металлургического комбината имени А. П. Завенягина Министерства цветной металлургии СССР, Красноярский край | 10.03.1976      | металлургия | Ловозерский район | [ ГС 1 ] |